# Lista de membros da Royal Society eleitos em 1682
Esta é uma lista de Membros da Royal Society eleitos em 1682.

## Fellows
- Conrad Van Beuningen (1622 -1693)
- Edward Paget (1652 -1703)
- Giuseppe de Faria (m. 1703)
- Sir Jean Chardin (1643 -1712)
- Robert Pitt (1653 -1713)
- John Turnor (1660 -1719)
- Walter Mills (1654 -1726)
- Marcantonio Borghese (1660 -1729)
- Mohammed ben Hadou (fl. 1682)